# Lawrence Ferlinghetti
Lawrence Monsanto Ferlinghetti, född 24 mars 1919 i Yonkers, New York, död 22 februari 2021 i San Francisco, Kalifornien, var en amerikansk författare, bokförläggare och översättare, och en centralgestalt inom beatgenerationen.

## Biografi
Lawrence Ferlinghetti var yngst av fem söner till Carlo Ferling (tidigare Ferlinghetti) och Albertine Mendes-Monsanto. Albertine Monsanto kom från Lyon och härstammade från sefardiska judar från Portugal. Carlo Ferlinghetti (1872-1918) kom från Brescia i Italien och emigrerade till USA 1894 där han kortade sitt namn till Ferling. Han arbetade som auktionsförrättare och fastighetsmäklare i Little Italy, Manhattan och dog innan sonen föddes. Modern togs in på mentalsjukhus kort efter förlossningen och Lawrence togs om hand av sin franska faster Emily Monsanto. Den nya familjen flyttade till Strasbourg och Lawrence Ferlinghettis första språk var alltså franska.
Efter fem år flyttade familjen tillbaka till New York och Lawrence placerades på barnhem i Chappaqua i delstaten New York. Emily Monsanto sökte arbete och blev guvernant hos den välbärgade familjen Bisland i Bronx.

### Utbildning
Lawrence Ferlinghetti började i privatskolan Riverdale Country School i Bronx. Hans fosterfar Presley Eugene Bisland, som studerat grekiska och latin, inspirerade pojken till litterära studier. Efter grundskolan gick han vidare till Northfield Mount Hermon School, en internatskola i Massachusetts. 1937 började han på University of North Carolina at Chapel Hill och fyra år senare tog han sin examen som journalist. Hösten 1941 sökte han sig till USA:s flotta där han tjänstgjorde under hela andra världskriget. Efter kriget kunde soldater studera vidare på statens bekostnad. Ferlinghetti tog en magisterexamen vid Columbia University i New York 1947. Därefter for han med en oceanångare till Frankrike. På resan träffade han sin blivande fru, Selden Kirby-Smith, som var barnbarn till generalen Edmund Kirby-Smith. Båda skulle studera vid Sorbonne i Paris och Ferlinghetti tog sin doktorsexamen där 1949. Avhandlingen rörde ’Staden i modern poesi’.

### Krigstjänst
Sommaren 1941 hyrde Ferlinghetti och två vänner en liten ö i Casco Bay, Maine. De fångade hummer och tång från en roddbåt och lånade en större motorbåt för att sälja sin fångst i staden Portland. När han blev uttagen till krigstjänst sökte han till USA:s flotta och anmälde sig till reservofficersskolan i Chicago.
Ferlinghetti blev fartygschef på en patrullbåt som utrustats för ubåtsjakt.

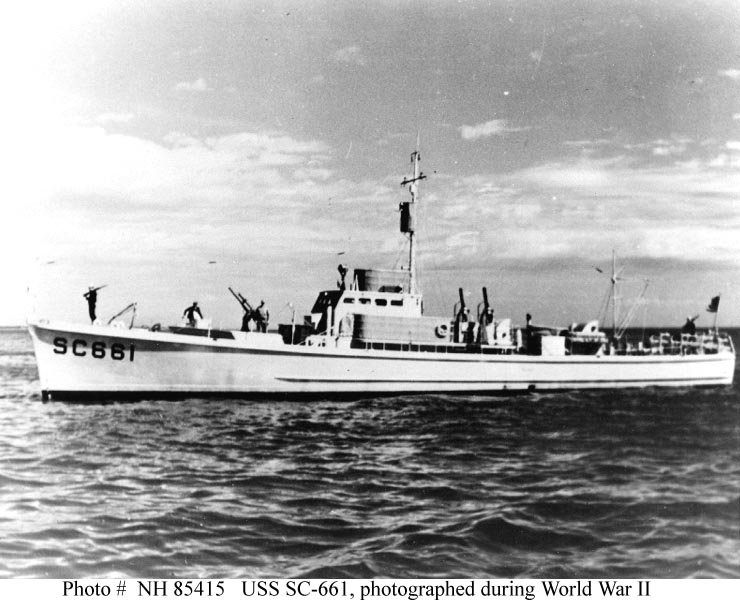
USS SC-661

År 1943 bestämdes att tre patrullbåtar av typ SC-661 skulle skänkas till den norska utefronten som opererade från Skottland. Tre patrullbåtar för ubåtsjakt lastades på libertyfartyg och anlände till Belfast, Irland i oktober. Ferlinghetti var fartygschef på SC-683 och förde patrullbåten till Dumbarton i Skottland. Han mötte fiskare från Norge, tränade dem i drift av patrullbåtarna och användning av dess vapen. Därefter överlämnades de till Norges marinförsvar.
Ferlinghetti deltog i Landstigningen i Normandie med en patrullbåt som flankskydd. Han förflyttades därefter till Stillahavskriget.Han kunde med sina egna ögon se Nagasaki strax efter att bomben fällts - och blev därefter under sin hela livstid en övertygad pacifist.

### City Lights
| City Lights bookstore vid China Town |  | City Lights bookstore vid China Town |
| City Lights bookstore vid China Town |  |                                      |

Ferlinghetti lämnade Paris 1951, reste tillbaka till New York och reste vidare med tåg över hela kontinenten till San Francisco. Snart kom hans fästmö Kirby efter och de gifte sig och fick en dotter och en son. Tillsammans med Peter D. Martin startade Ferlinghetti en tidskrift för poesi, som de kallade ”City Lights” För att få spridning på tidskriften startade de också bokhandeln City Lights Books 1953 och började ge ut en serie poesiböcker. Den första var Ferlinghettis Pictures of the Gone World. Bokhandeln skulle bli väsentlig för utgivningen av den så kallade Beat Generation, som började i San Francisco och Greenwich Village i New York.
Hösten 1955 läste Allen Ginsberg sin långa dikt Howl, tillägnad Carl Solomon, för en liten publik i San Francisco. Lawrence Ferlinghetti var där och hörde uppläsningen och ville ge ut dikten på City Lights.  Två år senare kom Howl i tryck och väckte en storm av protester för det vulgära språket och samhällskritiken. Våren 1957 skickade City Lights 500 exemplar av Howl till en återförsäljare i England. Men tullen beslagtog försändelsen och Ferlinghetti åtalades för utgivning av obscen litteratur. Efter två månader beslutade dock åklagaren att lägga ner ärendet.
År 2001 blev City Lights Bookstore ett kulturminnesmärke i San Francisco.

### Influenser
På kaféer i Paris hade Ferlinghetti träffat anarkistsympatisören Kenneth Rexroth och inspirerades av de amerikanska exilförfattarna T. S. Eliot och Ezra Pound.
När han kom till San Francisco träffade han åter Rexroth och de blev vänner. Där inspirerades han även av William Carlos Williams’ dikter och versmått.

## Författarskap
Ferlinghetti har skrivit i en rad olika genrer, prosaberättelser, essäer, dramatik och lyrik. Hans texter kritiserar den konservativa samhällsordningen som rådde i USA på 1950-talet och skildrar samtidigt naturens under och människors svårigheter. Hans författarskap trotsade populära politiska rörelser och speglade påverkan av amerikanska idiom och modern jazz. 

### Poesi
Ferlinghetti skrev för folket och vände sig inte till en handfull välutbildade intellektuella. Han debuterade 1955 med diktsamlingen Pictures of the Gone World i City Lights serie Pocket poets 1955.
| ”                                                               | Om du vill vara poet, skriv dikter som förmår möta en apokalyptisk tids utmaningar, även om det medför att de klingar apokalyptiskt. | „ |
| – Poetry as Insurgent Art, 2007, översättning Jonas Ellerström. | |   |

### Prosa
Ferlinghetti har också skrivit prosa och dramatik. Hans första roman Her (1960) är ett självbiografiskt experiment och blev inte särskilt uppmärksammad. Hans nästa roman Love in the Days of Rage (1988) utspelar sig under studentupproret i Paris 1968 och fick ett stort genomslag.

### Översättningar
Ferlinghetti och City Lights blev en kanal för efterkrigstidens avantgarde och dissidenter från östblocket. Han brevväxlade med flera internationella poeter mellan åren 1954 och 1972 och gav ut poeter från Östtyskland, Sovjetunionen, Frankrike, Spanien och Chile. Han översatte bland annat Jacques Prévert och Ernst-Jürgen Dreyer.

## Bildkonst

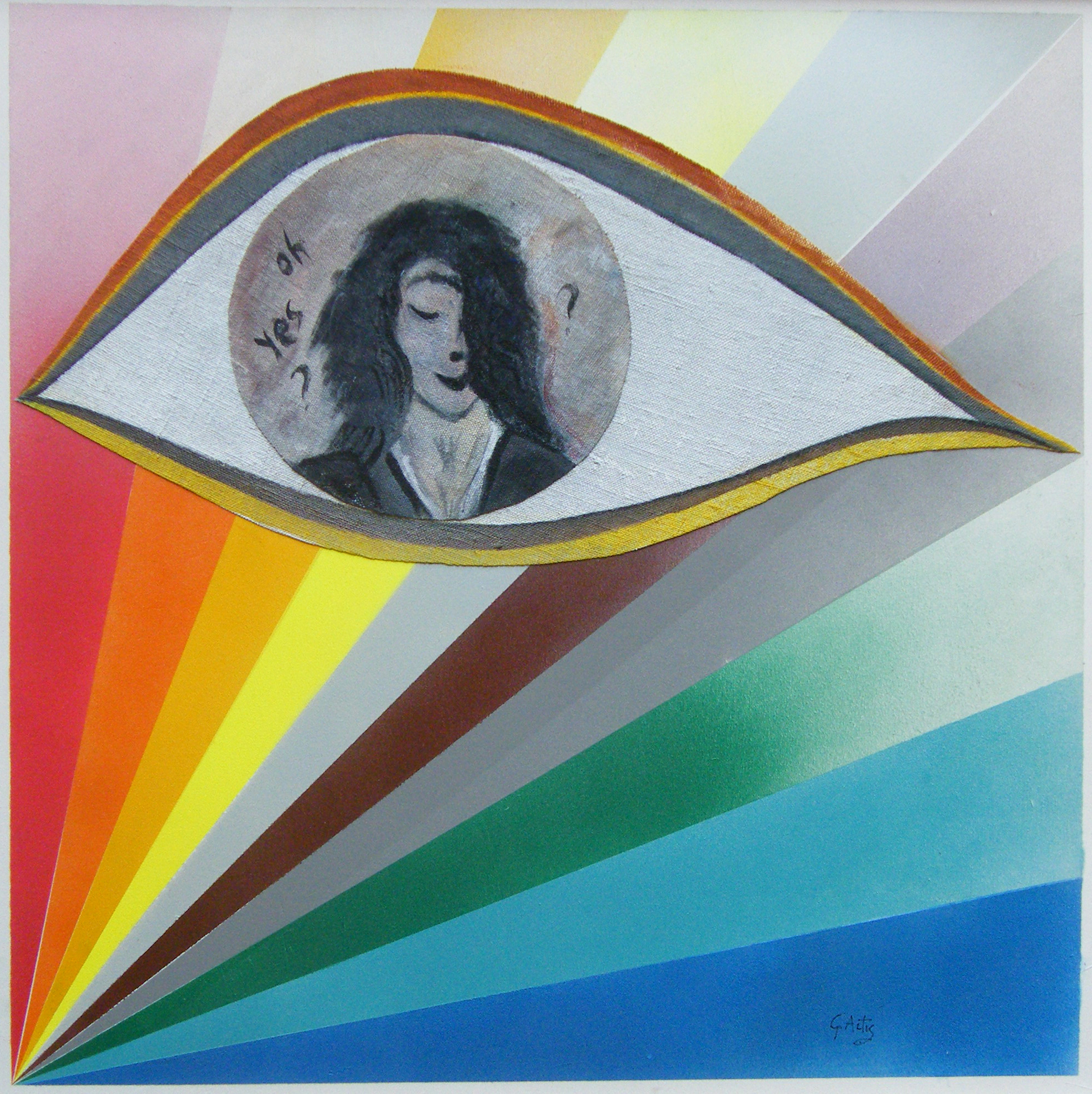
Affisch, utställning i Turin 2014.

Ferlinghetti var också aktiv som bildkonstnär under sex decennier och hans konst har visats på gallerier och museer runt om i USA och i Italien. Det går inte att placera in honom i någon strömning. Han målade för att påverka betraktaren att ta ställning. Han har målat kvinnor, författare, båtar, fåglar och politisk kamp.

## Politiskt engagemang

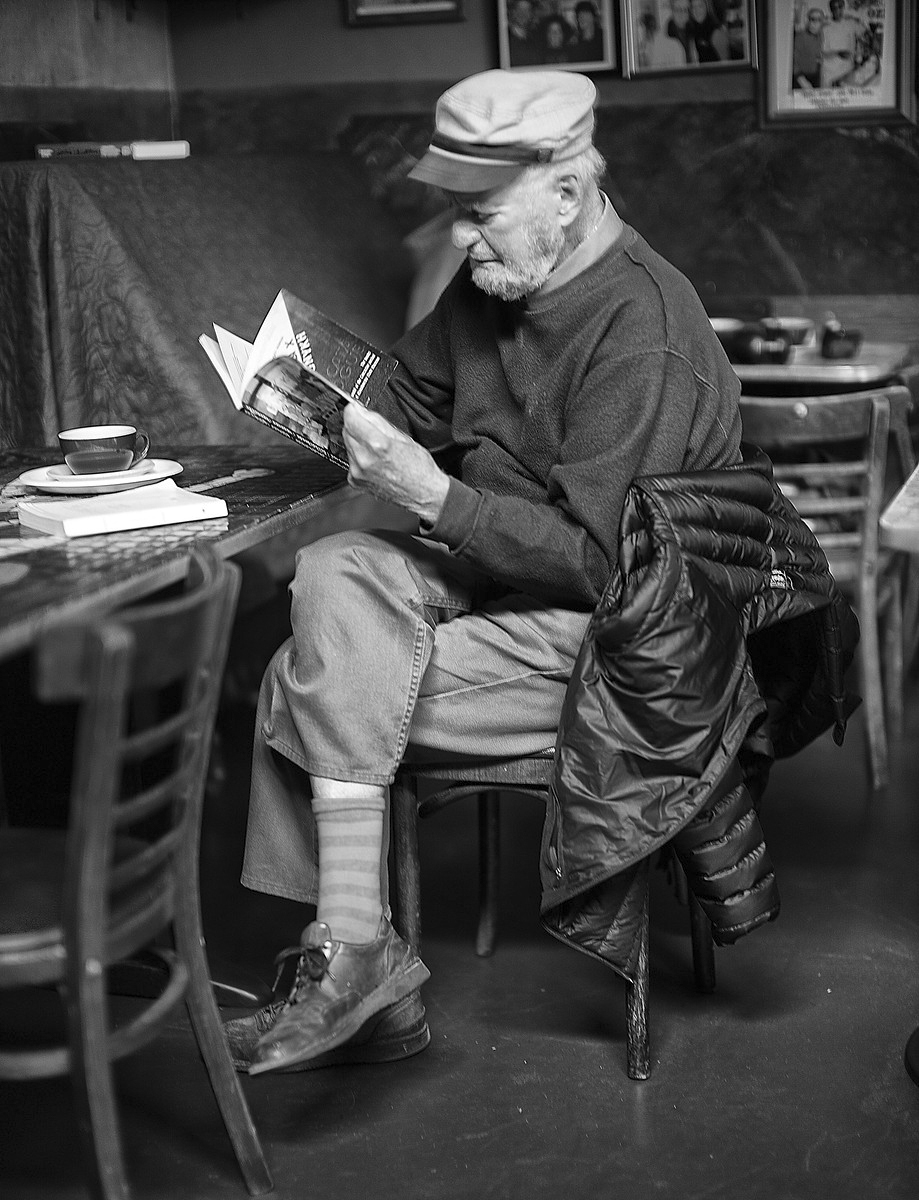
Lawrence Ferlinghetti 2012

Ferlinghetti kritiserade USA:s utrikespolitik och var helt emot totalitarism. Han delade Kenneth Rexroths filosofiska anarkism, de spred bland annat italienska anarkistiska tidskrifter genom City Lights bokhandel. Han blev en ledare för 
efterkrigstidens avantgarde diktning.
Han förespråkade demokratisk socialism, som den praktiserades i Skandinavien. Ferlinghetti blev en symbol för motkulturen i San Francisco. Den 14 januari 1967 organiserade han en fest i Golden Gate Park för att lansera Summer of love i San Francisco. Han skrev för folket, hans poesi var enkel och berörde ofta politiska frågor. Han var pacifist och stred för tryckfrihet.
Han skriver i Populist Manifesto:
| ”                     | Poeter kom ut ur garderoben, öppna fönstret, öppna dina dörrar. Du har för länge varit i din stängda värld… Poesi ska lyfta allmänheten till högre nivåer … | „ |
| – Populist Manifesto. | |   |

1968 skrev Ferlinghetti under ett upprop om att vägra betala skatt till USA:s krig mot Vietnam. 1998 utnämndes han till San Franciscos hovskald för två år. I sitt installationstal föreslog han att den jordbävningsskadade motorvägen byggs om till en boulevard. Överallt i USA och Europa förstörs städerna av biltrafik.

## Verklista (urval)

### Lyrik
- Pictures of the Gone World (City Lights, 1955)
- A Coney Island of the Mind (1958) (Själens cirkus, tolkningar av Thomas Kjellgren (Cavefors, 1976)
- Starting from San Francisco (New Directions, 1961)
- The Secret Meaning of Things (New Directions, 1970)
- Open Eye, Open Heart (New Directions, 1973)
- Who Are We Now? (New Directions, 1976)
- Poetry as Insurgent Art (New Directions, 2007) (Genom eldslågorna, översättning: Jonas Ellerström, 2015)

### Dramatik
- 1963 – Unfair Arguments with Existence (New Directions)
- 1964 – Routines (New Directions)

### Romaner
- 1960 – Her[25]
- 1988 – Love in the Days of Rage[25]
- 2019 – Little Boy[29]

### Pastisch
Sonja Åkessons dikt Självbiografi i samlingen Husfrid, (1963) är en pastisch på en berömd dikt av Ferlingetthi med samma namn.

### Antologier
- Helgon & hetsporrar i urval och översättning av Reidar Ekner (Rabén & Sjögren, 1960).
- 4 poeter med bland andra Allen Ginsberg och Anselm Hollo, översatta och presenterade av Gunnar Harding (Bok och bild, 1966)
- Beat! Redaktörer: Gunnar Harding och Per Planhammar, Wahlström & Widstrand, 2005)

## Priser och utmärkelser
- 1998-2000 – San Francisco, Poet Laureate.[30]
- 2003 – Invald i American Academy of Arts and Letters.[31]
- 2005 – National Book Award, Litterärt pris för enastående service.[32]
- 2012 – Hungarian PEN Club. Ferlinghetti vägrade ta emot detta pris eftersom det sponsrades av den ungerska auktoritära regeringen.[31]